# Ralf Keidel
Ralf Keidel (* 6. März 1977 in Würzburg) ist ein deutscher ehemaliger Fußballspieler. Er ist beidfüßig stark und wurde aufgrund seines Laufpensums und seines kämpferischen Einsatzes „das Tier“ genannt. Seine Stammposition war das rechte Mittelfeld, er wurde aber auch als zentraler Mittelfeldspieler hinter den Spitzen eingesetzt.

## Sportliche Laufbahn

### Vereinskarriere
Das Fußballspielen erlernte er in den Jugendmannschaften des ASV Rimpar und der Würzburger Kickers. Danach wechselte er zum damaligen Oberligisten 1. FC Schweinfurt 05. Seine weiteren Stationen waren Newcastle United und der MSV Duisburg. Zu Beginn der Saison 2004/05 wechselte er innerhalb der 2. Bundesliga zu Rot-Weiß Oberhausen, mit denen er am Saisonende abstieg. In der Saison 2005/06 spielte er bei LR Ahlen, mit denen er aber ebenfalls abstieg.
Seit Juli 2006 spielte er beim damaligen Regionalligisten FC Ingolstadt 04, mit dem er 2008 und 2010 in die 2. Bundesliga aufstieg. Ralf Keidel besaß beim FC Ingolstadt 04 einen Vertrag bis zum Sommer 2011. Nach Auslaufen seines Vertrages unterzeichnete Keidel einen Amateurvertrag für die 2. Mannschaft beim FC Ingolstadt 04. Im Sommer 2013 beendete er seine Karriere und wurde Assistenztrainer des Ingolstädter U23-Teams, in dem Keidel im September 2013 noch einmal als Verteidiger aushalf.

### Auswahleinsätze
In fünf Partien lief Keidel zwischen 1997 und 1997 für die deutsche U-21-Nationalelf auf. Obwohl sich der DFB zwischen 1988 und 2016 nicht für die Endrunden des Turniers qualifizieren konnten, gab eine als deutsche Olympiaauswahl firmierende Elf im Jahr 1998 Anschlusskadern beim Turnier von Toulon sowie den dafür initiierten Vorbereitungsspielen internationale Einsatzchancen. Keidel wurde in diesem Team viermal eingesetzt.

## Weiterer Werdegang
Zur Saison 2015/16 bot sich Keidel, der gelernter Metallbauer ist, die Möglichkeit, im Facility Management der Audi Events und Services GmbH zu arbeiten. Sein Aufgabenfeld ist umfangreich: „In erster Linie müssen wir schauen, dass wir das Funktionsgebäude, das Jugendhaus, die Trainingsplätze und insbesondere das Stadion in Stand halten. Das geht von den Wartungsarbeiten über die Hardware bis hin zur Sicherheitsbeleuchtung“, erklärt der frühere Defensivspieler.

## Privates
Sein Sohn Felix Keidel ist auch Profifußballer.